# Явидово
Явидово (рос. Явидово) — присілок в Торжоцькому районі Тверської області Російської Федерації.
Населення становить 11 осіб. Входить до складу муніципального утворення Страшевицьке сільське поселення.

## Історія
Від 2005 року входить до складу муніципального утворення Страшевицьке сільське поселення.

## Населення
| 2010 |
| ---- |
| 11   |